# 적외선 우주 관측소

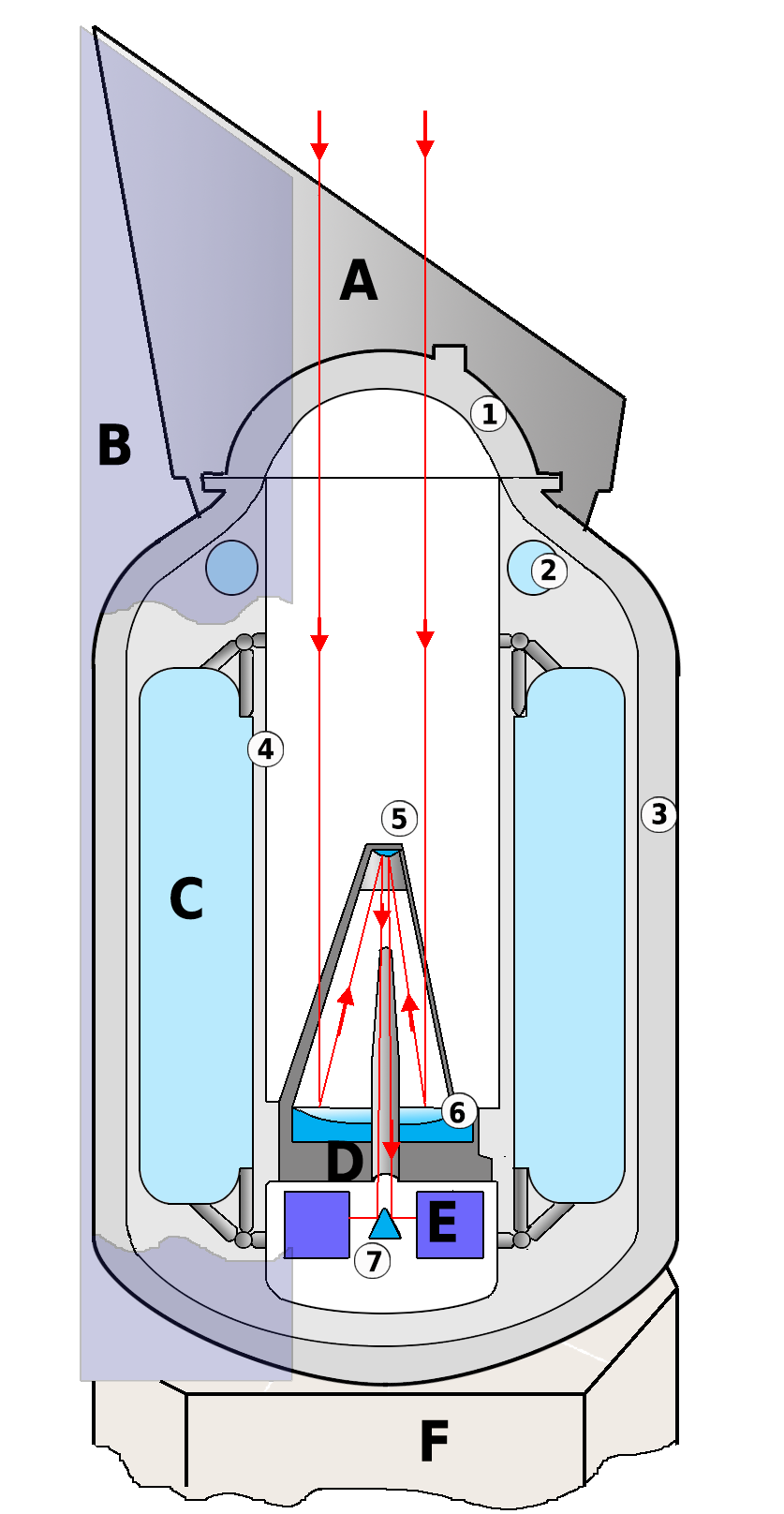

적외선 우주 관측소 또는 적외선 우주 천문대(Infrared Space Observatory, ISO)는 유럽 우주국(ESA)이 ISAS(현재 JAXA의 일부) 및 NASA와 협력하여 설계하고 운영하는 적외선용 우주망원경이다. ISO는 2.5~240 마이크로미터 파장의 적외선을 연구하도록 설계되었으며 1995년부터 1998년까지 운영되었다.
4억 8천만 유로 규모의 위성은 1995년 11월 17일 프랑스령 기아나 쿠루 (프랑스령 기아나) 근처 기아나 우주 센터의 ELA-2 발사대에서 발사되었다. 발사체인 아리안 4 4P 로켓은 ISO를 매우 타원형의 지구 중심 궤도에 성공적으로 배치하여 24시간마다 지구 주위를 한 바퀴 회전했다. 리치-크레티앙 망원경의 주 거울은 직경이 60cm이고 초유체 헬륨을 통해 1.7켈빈으로 냉각되었다. ISO 위성에는 2.5~240 마이크로미터의 이미징 및 측광과 2.5~196.8 마이크로미터의 분광학을 허용하는 4개의 장비가 포함되어 있다.
ESA와 적외선 처리 및 분석 센터는 임무에서 최고의 품질 교정 및 데이터 감소 방법을 산출하기 위해 데이터 파이프라인과 전문 소프트웨어 분석 도구를 개선하기 위해 노력했다. IPAC는 사내 방문과 워크숍을 통해 ISO 참관인과 데이터 아카이브 사용자를 지원한다.